# Vườn quốc gia Đèo Arthur

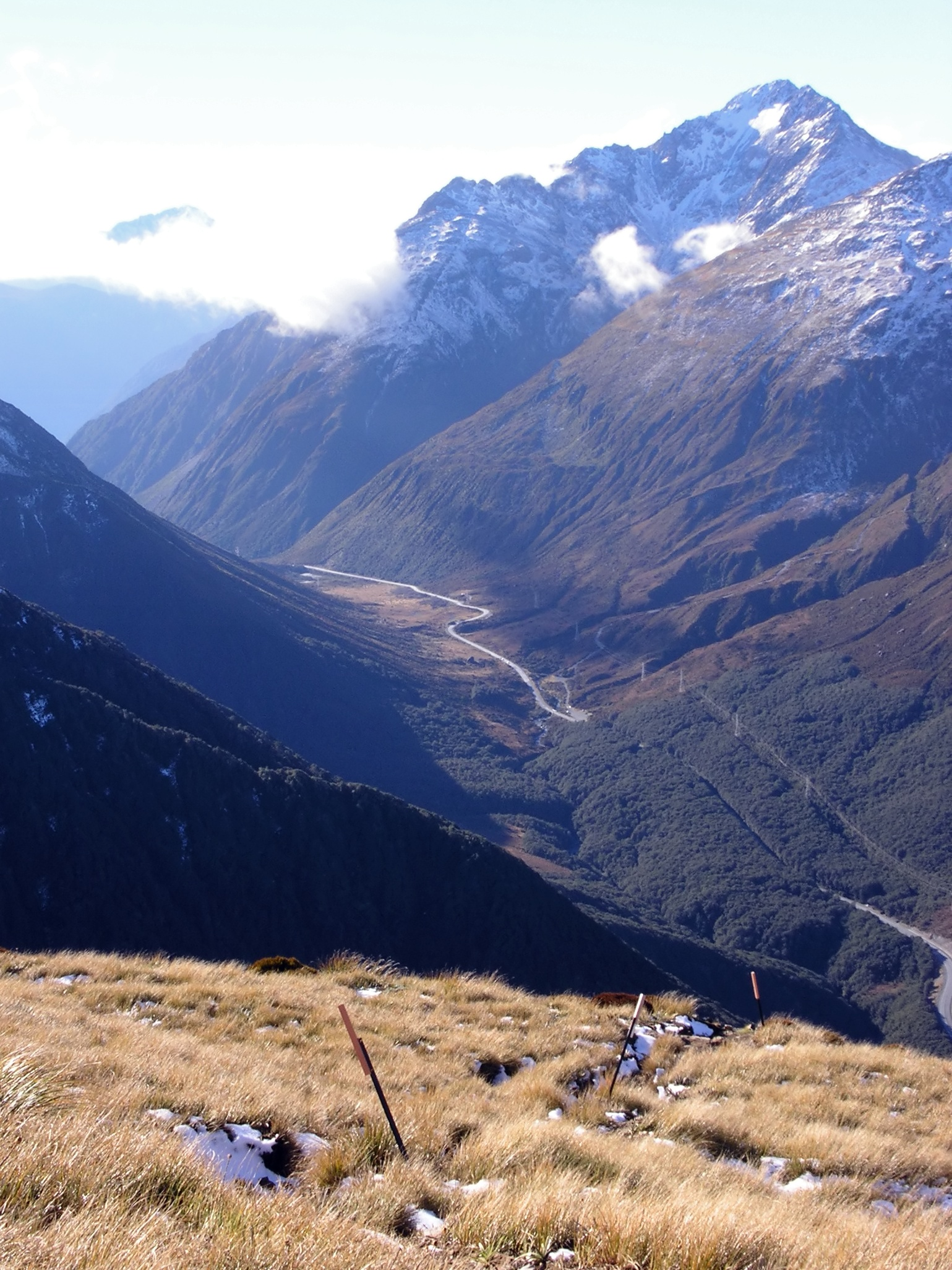
Đèo Arthur nhìn thấy từ Đỉnh Avalanche

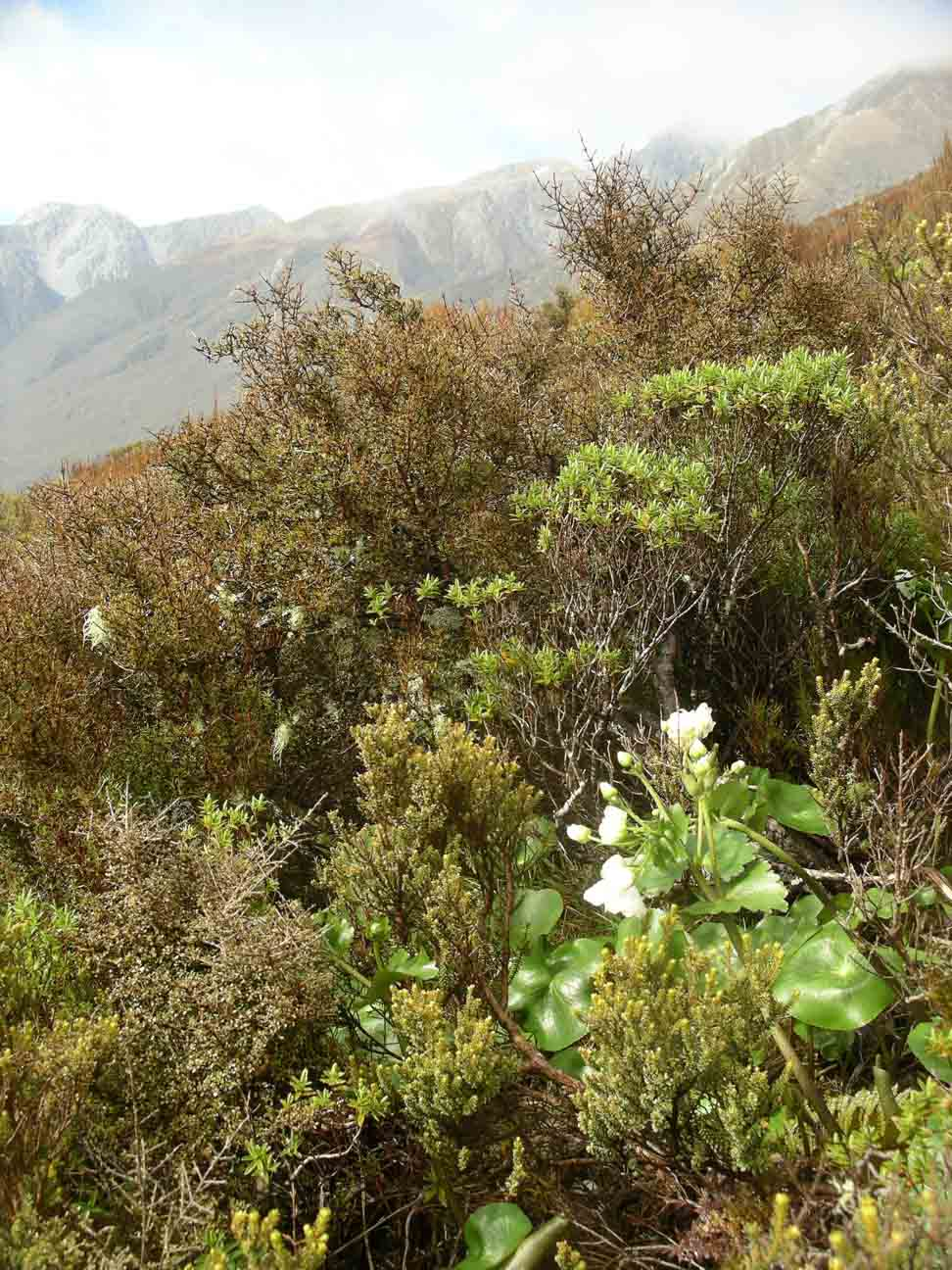
Ranunculus lyallii tại đèo Arthur

Vườn quốc gia Đèo Arthur là một vườn quốc gia nằm ở đảo Nam của New Zealand. Được thành lập vào năm 1929, đây là vườn quốc gia đầu tiên ở đảo Nam và thứ ba ở New Zealand. Nó bị chia cắt bởi đường cao tốc bang 73. Con đường đi qua đèo Arthur và ngôi làng cùng tên trên dãy Alps phía Nam, ở độ cao 920 mét so với mực nước biển. Vườn quốc gia này được quản lý bởi Cục Bảo tồn, còn trung tâm quản lý và hỗ trợ thông tin nằm trong làng Đèo Arthur.

## Địa lý
Vườn quốc gia được chia rất rõ ràng bởi sự phân chia chính tại đảo Nam. Phía đông thường có khí hậu khô hơn bao gồm các rừng sồi và thung lũng sông rộng, trong khi phía tây là dày đặc các cánh rừng nhiệt đới. Hầu hết khu vực địa lý của vườn quốc gia này được hình thành bởi hành động băng cổ đại, hình thành các thung lũng hình chữ U phẳng đáy. Ở giữa là một loạt các đỉnh núi cao phủ đầy tuyết và các sườn dốc lớn.
Vườn quốc gia Đèo Arthur là nguồn của sông Waimakariri và nhiều nhánh với sông Taramakau, bao gồm cả các sông Otira, Deception và Otehake. Điểm cao nhất trong vườn quốc gia là núi Murchison cao 2.400 mét.

### Địa hình hiểm trở
Vườn quốc gia Đèo Arthur có một danh tiếng không hay, đó là một trong những vườn quốc gia nguy hiểm nhất ở New Zealand.  Trong ba tháng đầu năm 2006, đã có hai trường hợp đã thiệt mạng trong khi đi bộ một mình trong vườn quốc gia. Trong khi chưa có nghiên cứu chính thức nào được thực hiện, nhưng cộng đồng những người đã đi qua con đèo này cho rằng do có sự kết hợp của địa hình hiểm trở và khí hậu khắc nghiệt núi cao dẫn đến việc đã có nhiều trường hợp thương tật và bỏ mạng tại đây. Tuy vậy, các tuyến đường đi bộ rất dốc lại không có lan can và thường chỉ được đánh dấu bằng các cọc căng dây giữa các tảng đá, trong khi phía dưới là bụi cây rậm và dày. Vì thế, để vượt qua con đèo này đòi hỏi phải có kinh nghiệm và kiến thức leo núi ở mức độ vừa phải cũng như trang thiết bị cần thiết, nhất là nước uống vì để qua được đây có khi phải mất nhiều ngày.